# کیوشی کوروساوا
کیوشی کوروساوا (به ژاپنی: 黒沢 清) (زاده ۱۹ ژوئیه ۱۹۵۵) کارگردان و فیلم‌نامه‌نویس سینما و تلویزیون ژاپنی است که بیشتر به‌خاطر پیشبرد ژانر وحشت ژاپنی (J-horror) شناخته شده‌است. او با وجود تشابه اسمی نسبتی با آکیرا کوروساوا ندارد.

## فیلم‌شناسی
- جذبه (۱۹۹۹)